# Lomaptera saruwagedana
Lomaptera saruwagedana är en skalbaggsart som beskrevs av Paul Norbert Schürhoff 1935. Lomaptera saruwagedana ingår i släktet Lomaptera och familjen Cetoniidae. Inga underarter finns listade i Catalogue of Life.